# Charles Roper
Pour les articles homonymes, voir Roper.
John Charles Roper, né en 1858 et mort le 20 janvier 1940, est le 5e archevêque anglican d'Ottawa. 

## Biographie
Il étudia au Keble College à Oxford, avant de devenir en 1886 professeur de la théologie au Trinity College à Toronto.
Curé de l'église St. Thomas à Toronto, Roper est nommé évêque de la Colombie-Britannique en 1912, puis évêque d'Ottawa de 1915 à 1939. En 1933, il avance ensuite en tant qu'archevêque d'Ontario.
Sous son épiscopat, il officie en 1924 le mariage célèbre de Lois Frances Booth avec le prince Erik de Danemark, puis le comte et comtesse de Rosenborg.